# Kwame Amoateng
Kwame Amoateng (* 8. August 1987) ist ein ehemaliger schwedischer Fußballspieler ghanaischer Herkunft.

## Werdegang
Amoateng spielte in der Jugend bei Lundby IF, ehe er sich als Nachwuchsspieler dem Göteborger Verein GAIS anschloss. 2005 wurde er in den Profikader übernommen und kam in der zweitklassigen Superettan viermal zum Einsatz. Nach dem Aufstieg in die Allsvenskan kam er hier einmal zum Einsatz und wurde dann an den Drittligisten FC Trollhättan ausgeliehen um Spielpraxis zu sammeln. Auch in der folgenden Spielzeit konnte er sich nicht bei GAIS durchsetzen und wurde 2007 an Husqvarna FF verliehen. Vor der Spielzeit 2008 kam es abermals zu einem Leihgeschäft, zusammen mit Pontus Johansson wurde er an Skärhamns IK abgegeben.
Anfang 2009 verließ Amoateng, der zweimal für die schwedische U19-Jugendauswahl gespielt hatte, den Göteborger Klub. Danach spielte er noch einmal zwei Jahre lang unterklassig beim KF Velebit, wo er nach der Saison 2011 seine Karriere auch beendete.